# Römerstraße

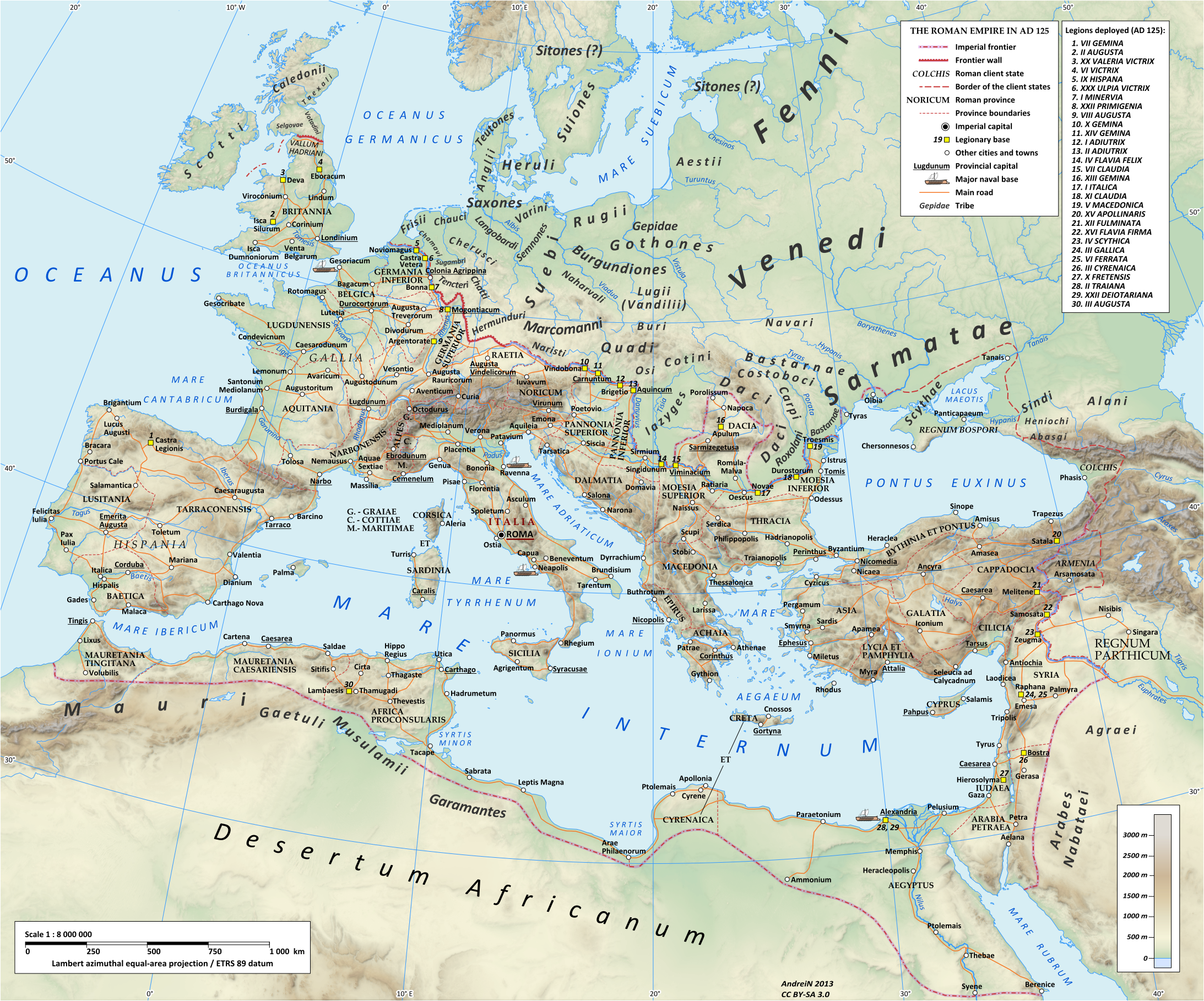
Straßennetz des römischen Reiches (orange, ca. 125 n. Chr.)

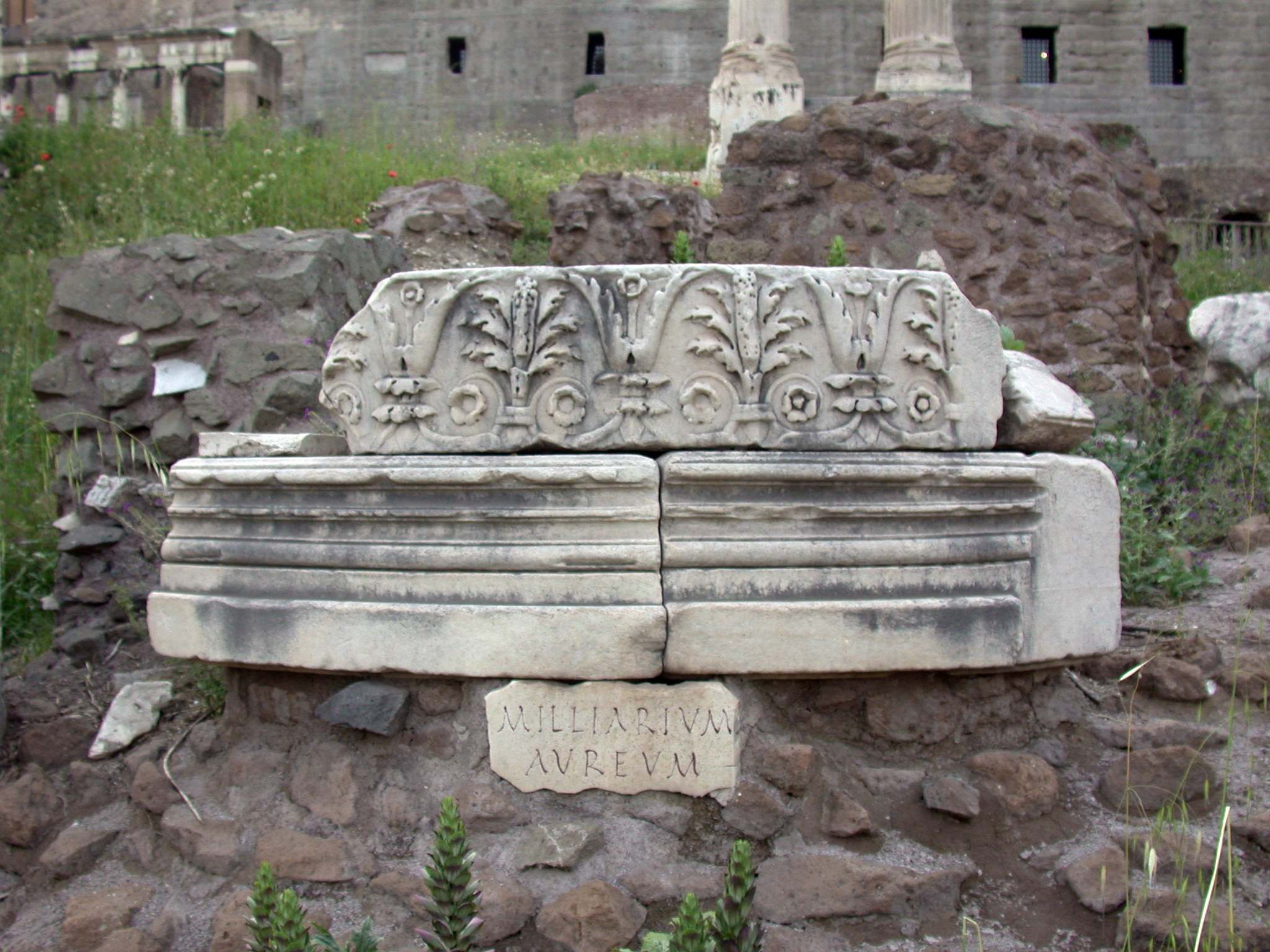
Sockelüberrest des Miliarium Aureum auf dem Forum Romanum in Rom, Ausgangspunkt aller Römerstraßen

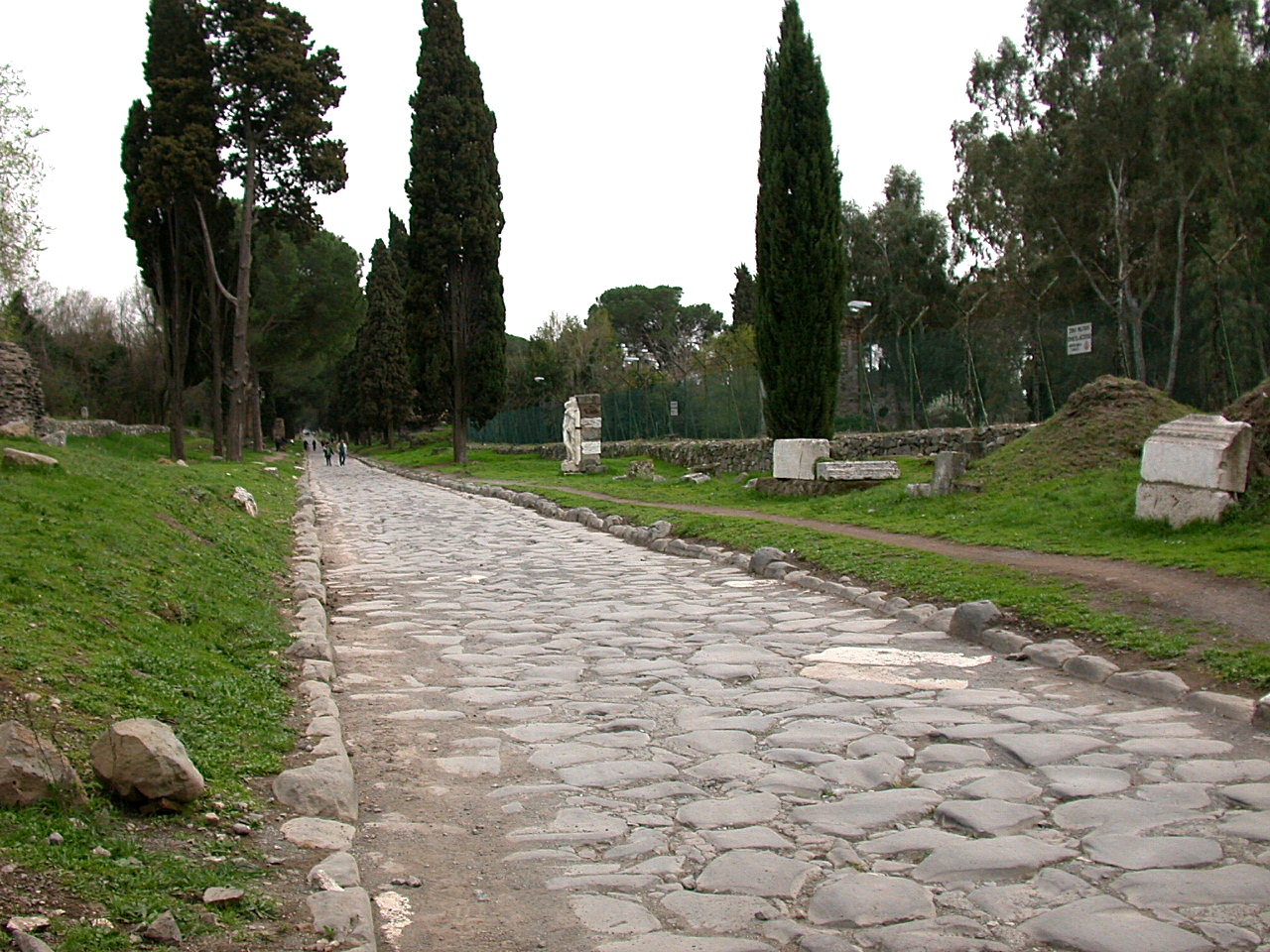
Römerstraße Via Appia in Rom

Römerstraßen sind das Straßennetz, das zur Zeit der Römischen Republik und des Römischen Reiches erbaut und unterhalten wurde. Das Streckennetz umfasste insgesamt 80.000 bis 100.000 Kilometer. Der erste Abschnitt des Netzes wurde 312 v. Chr. als Teil der Via Appia fertiggestellt.

## Allgemeines
Römerstraßen waren in Mitteleuropa ein Novum. Wegen ihres straßentechnischen Aufbaus waren sie im Gegensatz zu den Naturwegen germanischen und keltischen Ursprungs (siehe Altstraße) nicht nur weitgehend unabhängig von der Feuchte des Bodens passierbar, sondern bahnten sich möglichst geradlinig, bei nur vergleichsweise geringen Steigungen, ihren Weg durch Ebenen und mit Kunstbauten wie Stützmauern und Brücken durchs Gebirge. Die Befestigung erfolgte durch einen vorgegebenen Schichtaufbau der Straßen, der sich durch die regionale Verfügbarkeit bestimmter Baustoffe unterschied.
Drei Typen können laut Ulpian unterschieden werden:
- Die via publica („Staatsstraße“): hier trat als Planer und Bauherr die Verwaltung Roms auf und ließ diese auf Kosten der Staatskasse errichten. Gebaut wurden solche Straßen von Soldaten, Zwangsarbeitern und Strafgefangenen, deren Skelettfunde Zeugnis für die Mühen um den Bau solcher Straßen geben. Die via militaris („Heerstraße“) war durch strategische und logistische Gesichtspunkte gekennzeichnet. Auch bei ihr war der Staat Rom Planer, Bauherr und Träger.
- Die via vicinalis („Provinzstraße“) wurde, wie bereits der Name besagt, durch die Provinzen gebaut und unterhalten.
- Die via privata („Privatstraße“) spielte gerade in der provinzialrömischen Geschichte eine große Rolle, stellt sie doch die Verbindung zwischen den Gutshöfen und den Zivilsiedlungen dar.

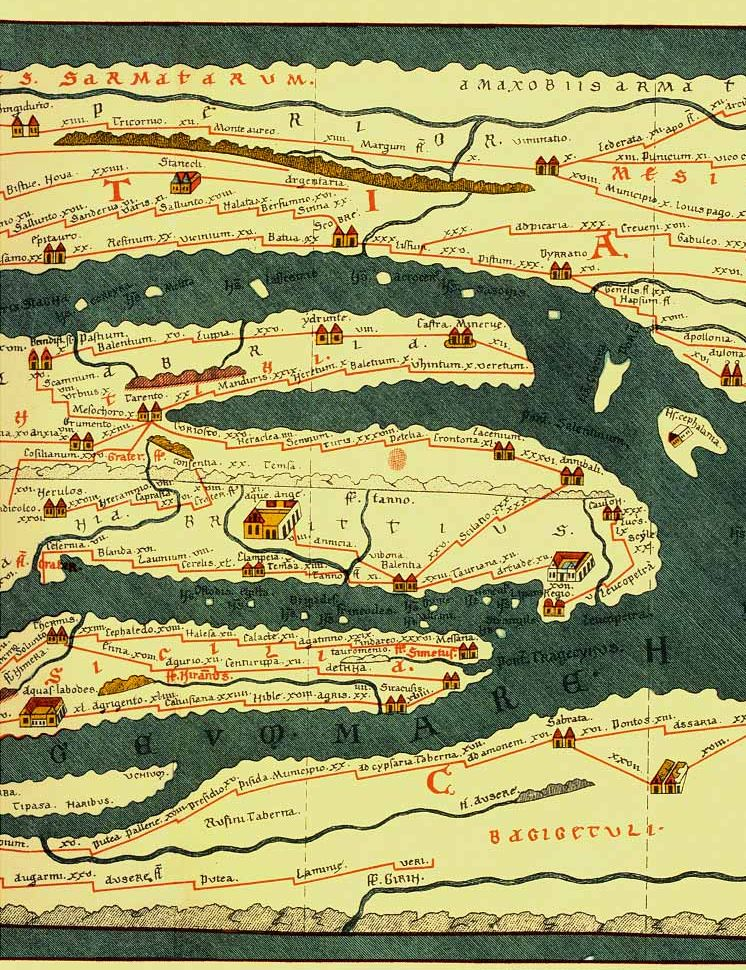
Römerstraßen auf der Tabula Peutingeriana (Ausschnitt) – von oben nach unten Balkanküste, Adria, Spitze des italienischen Stiefels und Sizilien sowie die Mittelmeerküste Afrikas
- Das römische Straßennetz und die Tabula Peutingeriana
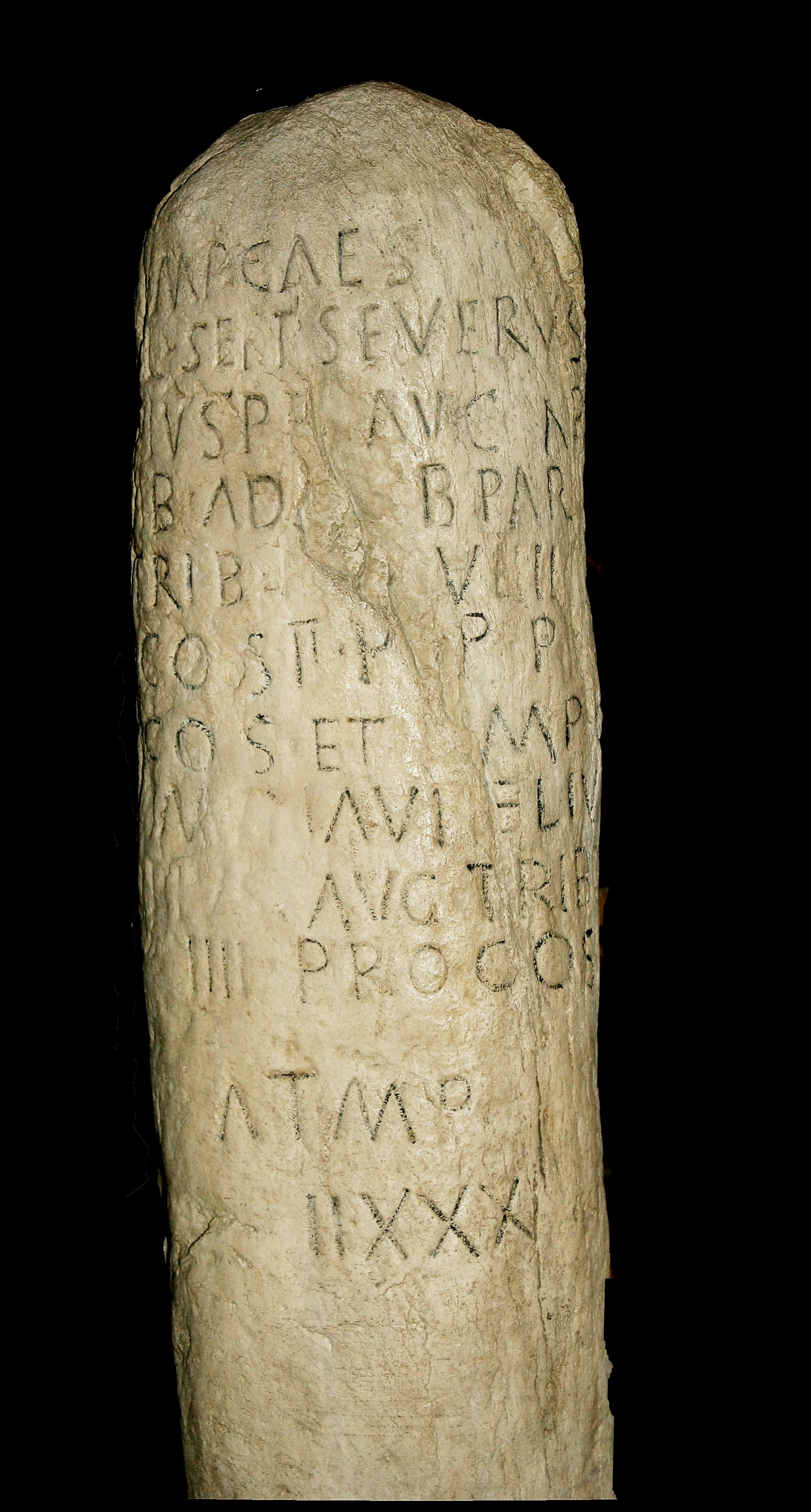
Römischer Meilenstein aus dem Jahre 201, gefunden bei Sankt Margarethen im Lungau
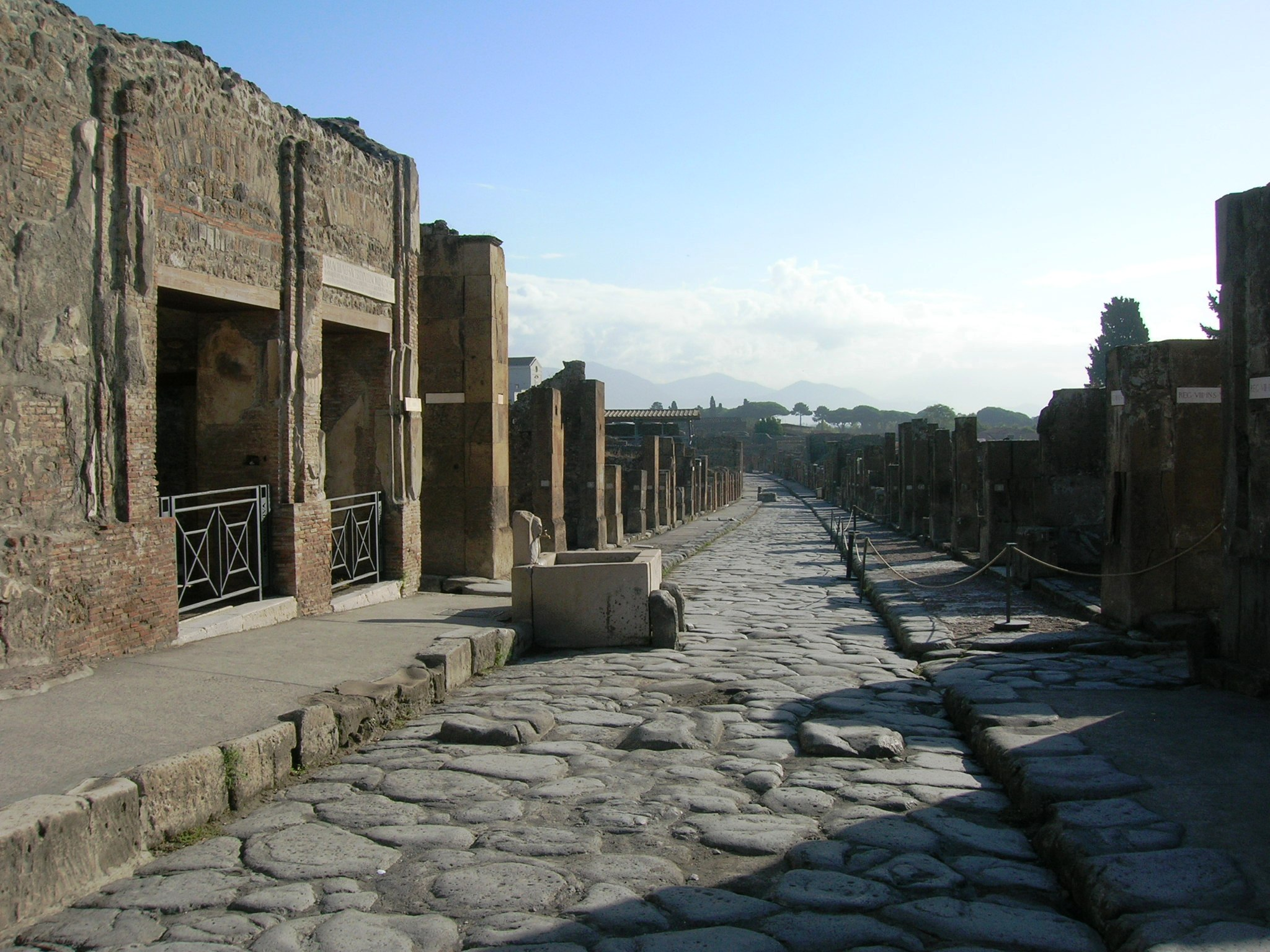
Blick in eine Straße in Pompeji (2013)

Für eine Römerstraße waren zunächst gegebenenfalls Rodung und immer Aushub bis über einen Meter in die Tiefe nötig, um den Grund zu sichern. Danach wurden mit groben Steinen (statumen), dann mit Kies (rudus und nucleus) und darauf mit Sand immer feiner werdende Schichten aufgebracht, bis die Fahrbahndecke mit Pflastersteinen auf eine vorgegebene Breite ausgeführt wurde. Randsteine formten Rinnen in die Konstruktion.

Die verschiedenen Schichten im Unterbau einer Römerstraße, anhand einer Straße in Pompeji.
1 Gewachsener Boden, ausgeebnet und fest gestampft
2 Statumen: Faustgroße Steine
3 Bruchsteine, Zement und Lehm
4 Nucleus: nussgroße Kiesel, Zementstücke, Steinsplitter und Lehm
5 Dorsum oder agger viae: die gewölbte Oberfläche (media stratae eminentia) aus behauenen Steinen, Silex oder Basalt, Steinquader je nach Gegend. Die Form der Oberfläche sorgte dafür, dass das Regenwasser ablief und die unteren Schichten trocken blieben
6 Crepido, margo oder semita: erhöhter Fußweg beidseits der Straße
7 Eckstein

Das Kopfsteinpflaster war für den Marsch, das Reiten und auch den Verkehr mit Ochsenkarren bestens geeignet. Im Laufe der Zeit stellten sich natürlich gewisse Abnutzungen der Decke ein, die noch heute existieren.
Es existieren noch zahlreiche Beispiele ausgesprochen gut erhaltener Römerstraßen. Meist sind diese Fragmente aber nicht mehr in den öffentlichen Straßenverkehr eingebunden, was sich wohl am ehesten aus der für heutigen Verkehr und Begegnungsverkehr zu geringen Breite begründet. Etliche heutige Straßen sind auf den Fundamenten von Römerstraßen errichtet, wobei die ursprünglichen Fundamente und die Fahrbahndecke natürlich verbreitert wurden und in der Regel durch eine Asphaltdecke über einer Trennschicht die Römerstraße heute weitgehend unsichtbar ist. So folgt die A15 nördlich von Lincoln noch immer genau der 34 Kilometer lang schnurgerade verlaufenden römischen Straße, nur mit einer einzigen Ausbuchtung bei Scampton versehen; dort wurde um 1955 die Landebahn der Luftwaffenbasis verlängert, was nach rund 1900 Jahren die erste Änderung des Verlaufs nötig machte.
Eingeführt wurde die Technik der Steinpflasterung für Fernstraßen vor allem unter Gaius Iulius Caesar, als er Proconsul in Gallien war. Pflasterung für innerstädtische Straßen wurde für die Städte am Mittelmeer schon lange vor der Zeitenwende praktiziert. Die militärische Bedeutung der Steinpflasterung ist nicht zu unterschätzen. Mit Römerstraßen war es erstmals möglich, schnell und in großer Zahl Truppen von einem Ort zum anderen zu verschieben, um die Herrschaft zu behalten und neue Territorien zu erobern. Begleitend wurden von den Römern auch Kastelle errichtet. Für diese Aufgabe wurden unter anderem die beherrschten Menschen zu Frondiensten herangezogen; ebenso wurden Arbeitssklaven eingesetzt. In rauerem Klima war (und ist) ein frostsicherer Unterbau eine Voraussetzung für wetterfeste Straßen.
Entlang den Römerstraßen waren häufig Miliarien (römische Meilensteine) aufgestellt, die zur Orientierung dienten.

## Römer an Limes und Bernsteinstraße
Um eine möglichst kurze römische Fernstraße von Mainz nach Augsburg militärisch zu sichern, wurde der Obergermanisch-Raetische Limes erbaut.
Die als Bernsteinstraße bekannten Handelswege des begehrten Bernsteins bis zum Mittelmeer führten von der deutschen und russischen Ostseeküste durch Polen und Österreich (Marchfeld in Niederösterreich) zur Adria nach Aquileia, ein westlicher Zweig von Hamburg nach Marseille. Die winterfeste Verbindung zwischen Carnuntum an der Donau (ca. 40 km östlich von Wien) und Aquileia in Italien wird römische Bernsteinstraße genannt, ihr erster Abschnitt zwischen Aquileia und Ljubljana (Colonia Emona) war die Via Gemina.